# پلنکوویتسه
پلنکوویتسه (به چکی: Plenkovice) یک منطقهٔ مسکونی در جمهوری چک است که در ناحیه زنویمو واقع شده‌است. پلنکوویتسه ۴٫۳۷ کیلومتر مربع مساحت و ۳۶۲ نفر جمعیت دارد و ۳۱۶ متر بالاتر از سطح دریا واقع شده‌است.